# Charles Goodyear (Politiker)

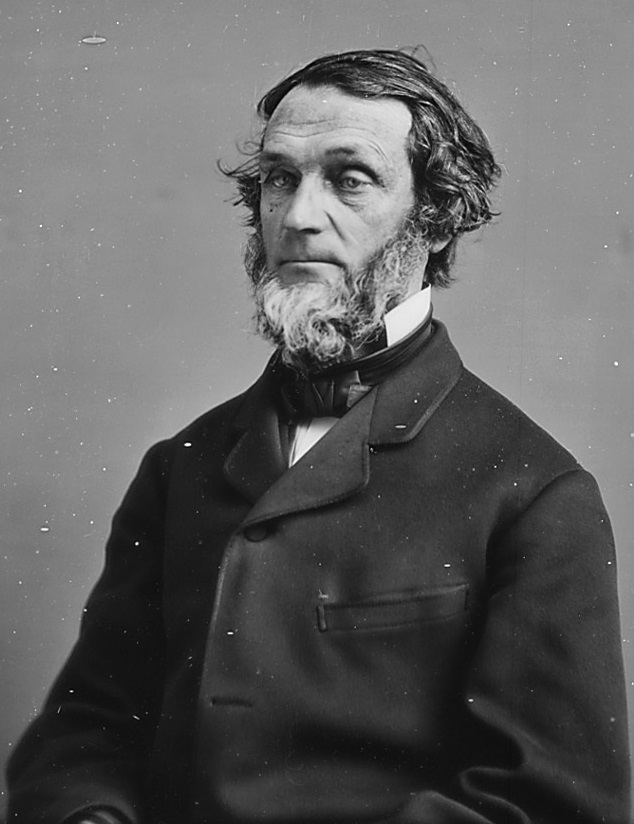
Charles Goodyear

Charles Goodyear (* 26. April 1804 in Cobleskill, New York; † 9. April 1876 in Charlottesville, Virginia) war ein US-amerikanischer Jurist und Politiker. Er vertrat zwischen 1845 und 1847 sowie zwischen 1865 und 1867 den Bundesstaat New York im US-Repräsentantenhaus.

## Werdegang
Charles Goodyear  wurde ungefähr acht Jahre vor dem Ausbruch des Britisch-Amerikanischen Krieges in Cobleskill im Schoharie County geboren. Er besuchte die Hartwick Academy im Otsego County. 1824 graduierte er am Union College in Schenectady. Er studierte Jura. Seine Zulassung als Anwalt erhielt er 1826 und begann dann in Schoharie zu praktizieren. Er wurde im Februar 1838 zum First Judge im Schoharie County ernannt – eine Stellung, die er bis Juli 1847 innehatte. Während dieser Zeit saß er 1840 in der New York State Assembly. Politisch gehörte er der Demokratischen Partei an.
Bei den Kongresswahlen des Jahres 1844 für den 29. Kongress wurde Goodyear im 21. Kongresswahlbezirk von New York in das US-Repräsentantenhaus in Washington, D.C. gewählt, wo er am 4. März 1845 die Nachfolge von Jeremiah E. Cary antrat. Er schied nach dem 3. März 1847 aus dem Kongress aus.
Nach seiner Kongresszeit ging er bis 1852 in Schoharie wieder seiner Tätigkeit als Anwalt nach, als er die Schoharie County Bank gründete und ihr Präsident wurde.
Im Jahr 1864 kandidierte er im 14. Kongresswahlbezirk von New York für den 39. Kongress. Nach einer erfolgreichen Wahl trat er am 4. März 1865 die Nachfolge von John V. L. Pruyn an. Da er auf eine erneute Kandidatur im Jahr 1866 verzichtete, schied er nach dem 3. März 1867 aus dem Kongress aus.
Dann war er wieder als Anwalt tätig. 1866 nahm er als Delegierter an der Union National Convention der Conservatives in Philadelphia teil und 1868 an der Democratic National Convention in New York City. Er ging 1869 in den Ruhestand und zog nach Charlottesville. Dort bekleidete er den Posten des Richters am Albemarle County Court. Am 9. April 1876 verstarb er in Charlottesville und wurde dann auf dem Maplewood Cemetery beigesetzt.